# Antiarrítmico

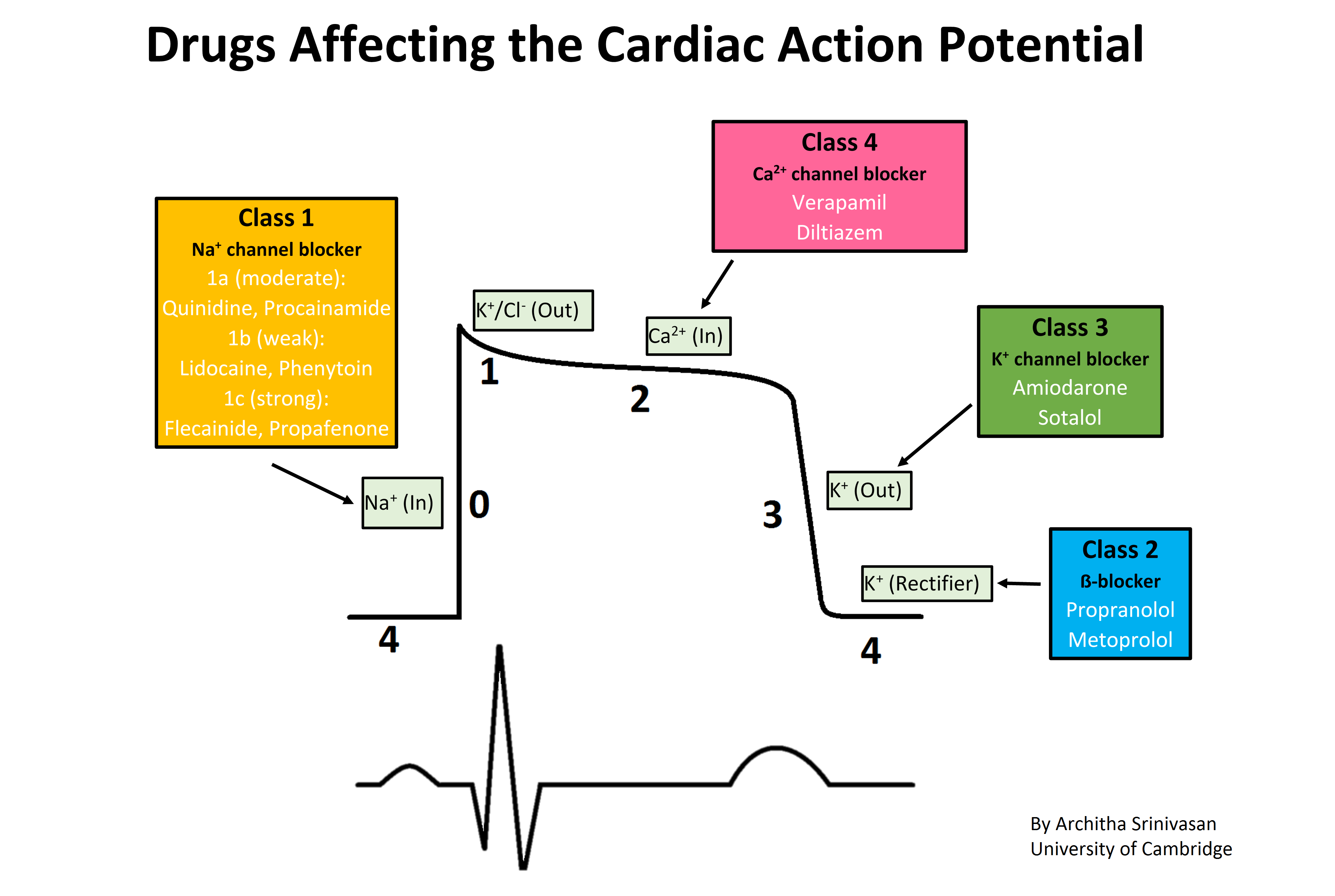
Cardiac action potential

Os antiarrítmicos' são constituídos por quatro grupos de fármacos utilizados no tratamento das arritmias cardíacas, como na taquicardia supraventricular.

## Mecanismo de acção
Os antiarrítmicos funcionam inibindo a propagação de batimentos cardíacos imediatamente subsequentes, e diminuindo a taxa de contracção e excitabilidade cardíacas.

## Classificação
Segundo a classificação de Vaughan Williams de 1970, a mais frequentemente utilizada hoje, distinguem-se quatro classes de antiarrítmicos:
1. Antiarrítmicos da classe I: a classe I consiste nos fármacos que bloqueiam os canais de sódio (Na+) nas membranas dos miócitos (células musculares cardíacas).
2. Antiarrítmicos da classe II: é constituída por betabloqueadores que atuam nos receptores cardíacos do sistema simpático, reduzindo a atividade cardíaca.
3. Antiarrítmicos da classe III: são fármacos que bloqueiam os canais de potássio (K+) membranares dos miócitos, prolongando o potencial de ação e portanto a contração dos miócitos condutores.
4. Antiarrítmicos da classe IV: bloqueiam os canais de cálcio (Ca2+) das membranas dos miócitos.

### Outros
A adenosina é um mediador endógeno que pode ser sintetizado e usado como fármaco.

## Efeitos adversos
Falta de ar, confusão, náuseas, dores torácicas.